# Euro et Roumanie
- États membres de la zone euro : 20 pays (Allemagne, Autriche, Belgique, Chypre, Croatie, Espagne, Estonie, Finlande, France, Grèce, Irlande, Italie, Lettonie, Lituanie, Luxembourg, Malte, Pays-Bas, Portugal, Slovaquie, Slovénie)
- Micro-États non membres de l'UE utilisant l'euro avec l'accord de l'UE : 4 pays (Andorre, Monaco, Saint-Marin et Vatican)
- États non membres de l'UE qui ont adopté l'euro unilatéralement : 2 pays (Kosovo et Monténégro)
- États membres de l'Union européenne (UE) qui ont rejoint le MCE II : 1 pays (Bulgarie)
- État membre de l'UE faisant partie du MCE II mais qui est exempté de l'obligation de rejoindre la zone euro (Danemark).
- États membres de l'UE qui ont l'obligation  de rejoindre la zone euro : 5 pays (Hongrie, Pologne, Roumanie, Suède et Tchéquie)

La Roumanie, par la voix de son gouvernement, a annoncé son intention de rejoindre la zone euro au plus tôt en 2024. Actuellement, le leu roumain ne fait pas partie du Mécanisme de taux de change européen (MCE).

## Statut
Le traité de Maastricht prévoit initialement que tous les membres de l'Union européenne devront rejoindre la zone euro une fois les critères de convergence remplis. La Roumanie ne satisfait pas quatre des cinq critères.

### Critères de convergence
|                                                                     | Critères de convergence | Critères de convergence | Critères de convergence | Critères de convergence | Critères de convergence     |
|                                                                     | Inflation               | Finances publiques      | Finances publiques      | Membre du MCE II        | Taux d'intérêt à long terme |
| Déficit budgétaire annuel au PIB                                    | Inflation               | Dette publique au PIB   |                         | Membre du MCE II        | Taux d'intérêt à long terme |
| ------------------------------------------------------------------- | ----------------------- | ----------------------- | ----------------------- | ----------------------- | --------------------------- |
| Valeur de référence                                                 | max 2,8 %               | max 3 %                 | max 60 %                | min 2 ans               | max 5,1 %                   |
| Roumanie                                                            | 7,6 % (2024)            | 6,9 % (2024)            | 50,9 % (2024)           | pas encore membre       | 6,4 % (2024)                |
| Notes : 1. 2. Légende : - Critère satisfait - Critère non satisfait |                         |                         |                         |                         |                             |

## Histoire
Avant de rejoindre l'Union européenne en 2007, la Roumanie avait déjà prévu d'adopter l'euro. Pour simplifier le futur ajustement des guichets automatiques bancaires (GAB) pour l'adoption de l'euro, lorsque la Roumanie a remplacé le leul ușor (ROL) par le nouveau leu (leul greu, ou RON) en 2005 (1 RON = 10 000 ROL), les nouveaux billets ont été créés avec les mêmes dimensions que les billets d'euro, sauf pour le billet de 200 RON qui n'a pas de correspondance avec l'euro. Les billets de l'ancien leu étaient un peu plus larges que ceux du nouveau leu.

En juin 2007 le directeur de la BCE déclare : 

« la Roumanie a encore beaucoup de travail à faire ... pour les années à venir » avant de rejoindre le MCE II. »

— Jean-Claude Trichet
En décembre 2014 le Premier ministre roumain Victor Ponta a réitéré le souhait de voir son pays intégrer la zone euro d'ici 2019, rappelant que la Roumanie respectait déjà tous les critères pour l'adoption de la monnaie unique ; la déclaration reste sans suite.
En décembre 2018, le gouverneur de la Banque centrale de Roumanie, Mugur Isărescu déclare lors d’un forum financier organisé par le site web d’informations financières profit.ro que la Roumanie pourrait être en mesure d’adopter l’euro en 2026.

## Sondages d'opinion
| Date                 | Oui    | Non    | Sans opinion | Nombre de personnes interrogées | Institut de sondage |
| -------------------- | ------ | ------ | ------------ | ------------------------------- | ------------------- |
| 17-21 septembre 2007 | 56,7 % | 17,6 % | 25,7 %       | 1 002                           | Eurobaromètre,      |
| 5-9 mai 2008         | 58,6 % | 17,8 % | 23,6 %       | 1 006                           | Eurobaromètre,      |
| 5-9 mai 2009         | 53,8 % | 21,5 % | 24,8 %       | 1 012                           | Eurobaromètre,      |
| 21-25 septembre 2009 | 57,2 % | 15,5 % | 27,3 %       | 1 010                           | Eurobaromètre,      |
| 17-21 mai 2010       | 53,8 % | 17,4 % | 28,8 %       | 1 012                           | Eurobaromètre,      |
| 20-24 septembre 2010 | 50,7 % | 19,6 % | 29,7 %       | 1 015                           | Eurobaromètre,      |
| 2-5 mai 2011         | 42,5 % | 24,1 % | 33,4 %       | 1 002                           | Eurobaromètre,      |
| 10-16 avril 2019     | 61 %   | 31 %   | 8 %          | 1 000                           | Eurobaromètre,      |
| 1. 2.                |        |        |              |                                 |                     |

## Pièces en euro roumaines
Les pièces en euro roumaines n'ont pas encore été dessinées, néanmoins la loi roumaine requiert que les armoiries du pays soient dessinées sur les pièces. La monnaie unique européenne est appelée, en roumain, euro [ˈe.uro] et sa sous-unité, eurocent [e.uroˈt͡ʃent].

## Sources
- (en) Cet article est partiellement ou en totalité issu de l’article de Wikipédia en anglais intitulé « Romania and the euro » (voir la liste des auteurs).

- (ro) Cet article est partiellement ou en totalité issu de l’article de Wikipédia en roumain intitulé « Monede euro românești » (voir la liste des auteurs).

## Compléments